# Columbite-(Fe)
La columbite-(Fe) (chiamata in passato anche ferrocolumbite; simobolo IMA: Clb-Fe) è un minerale del supergruppo della columbite e del gruppo della columbite. Prende il nome dal suo contenuto di ferro e dal termine Columbia, in riferimento all'America, dove sono stati scoperti i minerali del gruppo. Costituisce un cristallo misto con la tantalite-(Fe) e un'altra serie con la columbite-(Mn).

## Etimologia e storia
Il deposito di columbite negli Stati Uniti è stato reso noto da un campione proveniente da Haddam, nel Connecticut, che si ritiene sia stato prelevato da John Winthrop il Giovane (1606-1676), il primo governatore della Colonia del Connecticut e un appassionato collezionista di minerali. Insieme ad altri 600 campioni, faceva parte di una donazione da parte del nipote con lo stesso nome (John Winthrop, 1681-1747) a Hans Sloane, presidente della Royal Society del Regno Unito, in occasione della sua ammissione come membro della Royal Society nel 1737.

## Classificazione
La classificazione dei minerali secondo Dana, utilizzata principalmente nel mondo anglosassone, classifica la columbite-(Fe) nella classe degli "ossidi e idrossidi", ma anche nella divisione di "ossidi multipli con Nb, Ta e Ti". Qui si trova nel gruppo senza nome 08.03.02 all'interno della suddivisione "Ossidi multipli con Nb, Ta e Ti e la formula A(B2O6)".
Nella Classificazione Nickel-Strunz la columbite-(Fe) è classificata nella sezione "4. Ossidi (idrossidi, V[5,6] vanadati, arseniti, antimoniti, bismutiti, solfiti, seleniti, telluriti, iodati)" e da lì alla sottoclasse "4.D Metallo:Ossigeno = 1:2 e simili", che è ulteriormente suddivisa in base alla grandezza dei cationi coinvolti, in modo tra trovare le tre columbiti nel reparto "4.DB Con cationi di media dimensione; catene di ottaedri che condividono uno spigolo" dove insieme a qitianlingite, tantalite-(Fe), tantalite-(Mg), tantalite-(Mn), columbite-(Mn) e columbite-(Mg) formano il sistema 4.DB.35.

## Origine e giacitura
La columbite-(Fe) è un minerale accessorio delle pegmatiti granitiche, raramente nelle carbonatiti e nei placer.
Si rinviene associata ad albite, ambligonite, apatite, berillo, cassiterite, lepidolite, litiofilite, microclino, microlite, muscovite, tormalina, samarskite, spodumene, trifilite, triplite.
La sua località tipo è la Green's Well pegmatite a Pilgangoora, nell'Australia occidentale.
In Italia la columbite-(Fe) è stata trovata in Lombardia (a Colico, Chiesa in Valmalenco e Novate Mezzola), in Sardegna (a Sarroch), in Trentino Alto-Adige (a Predazzo) e in Toscana (a Campo nell'Elba).
In Norvegia è stata rinvenuta, tra gli altri siti, a Evje og Hornnes, Lauvland, Iveland e Risør, tutti nella contea di Agder; a Øvre Eiker nella contea di Buskerud, a Hamarøy, Narvik e Sørfold nella contea di Nordland; a Kragerø nella contea di Telemark.
In Russia nei distretti di Argayashsky e Plastovsky (Oblast' di Chelyabinsk); nel distretto di Loukhsky (in Carelia); nel distretto di Verkhoyansk (Saska) e nella miniera di Semininskaya (Oblast' di Sverdlovsk).
In Svizzera la columbite-(Fe) è stata trovata a Bregaglia e a Grono (Canton Grigioni); a Brissago e nella Centovalli, presso il Monte Limidario (Canton Ticino).
Altri ritrovamenti sono avvenuti negli Stati Uniti, in Sudafrica, in Ucraina, Madagascar e altri Paesi sparsi per il mondo.

## Usi
La columbite-(Fe), come le altre columbiti, è utilizzata per l'estrazione del niobio.

## Morfologia
La columbite-(Fe) si presenta in corti cristalli prismatici o equidimensionali o anche cristalli tabulari piatti. Superficialmente può ossidarsi e diventare iridescente; possiede inoltre proprietà paramagnetiche.